# Slabberjan

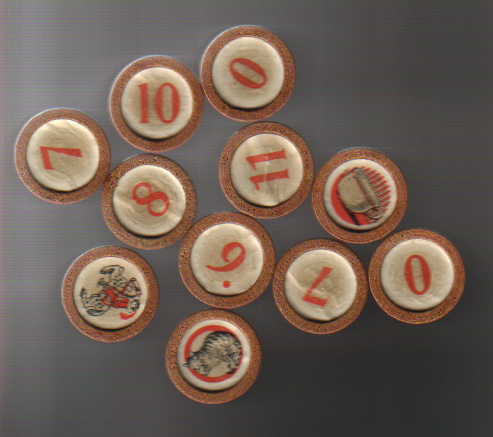
Slabberjan speeldoppen

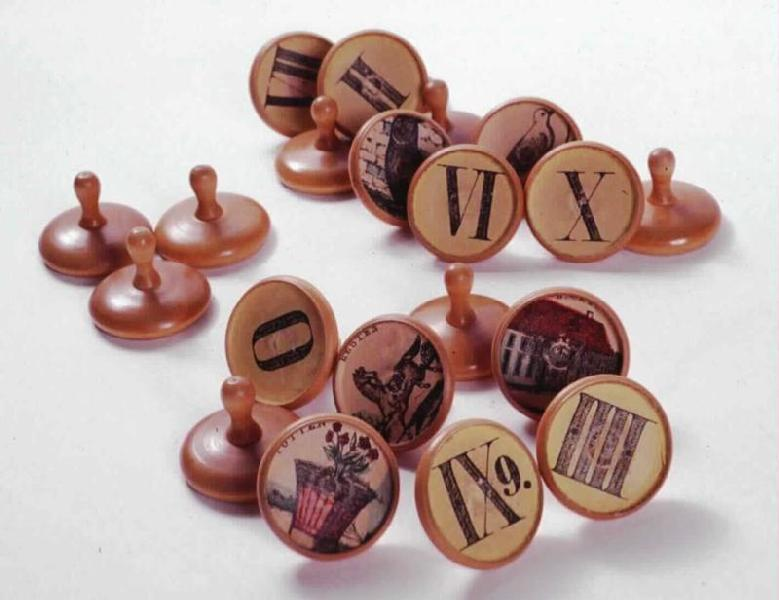
Stukken van het Noorse Gnav-spel

Slabberjan is een gezelschapsspel dat op Walcheren algemeen bekend is en ook in de rest van Zeeland wel wordt gespeeld. In de Zaanstreek bestaat een gelijkend spel dat het Koekoekspel heet.

## Geschiedenis
Slabberjan is een variant van het Noorse doppenspel Slebber Jen of Gnav dat ook in Denemarken onder die naam bekend is. Het ruilspel vindt waarschijnlijk zijn oorsprong in het Italiaanse kaartspel Cambio of Cucu, dat al in de veertiende eeuw werd gespeeld. Het spel is daarna onder verschillende namen en spelregels bekend geraakt in het noorden van Europa. In Duitsland staat het bekend als Vogelspiel en in Zweden als Kille. De variatie met doppen werd bedacht omdat speelkaarten vaak als zondig werden gezien.

## Het spel

### De speldoppen
Slabberjan wordt gespeeld met een zak vol houten speeldoppen, of 'teuten'. Op elk van deze speeldoppen staat op de onderkant een cijfer of een afbeelding. De weergave op elke speeldop geeft een waarde weer. De volgorde is als volgt van hoog naar laag:
- Kapaf (of Ruiter)
- Vogel
- Poesje
- Herberg
- 12
- 11
- 10
- 9
- 8
- 7
- 6
- 5
- 4
- 3
- 2
- 1
- 0
- Wittebrood (onderkant is geheel wit)(of sneeuw)
- Pot
- Smoel (gezicht)
- Rit (of Nar of Zot of Horlepiep)

### De regels
Aan het begin van het spel krijgen alle spelers een aantal knopen of muntjes (bijv. centen) (meestal twee of drie), waarmee de score wordt bijgehouden. Elke ronde krijgen alle deelnemers een blinde speeldop. De speler links van de verdeler van de speeldoppen heeft de keuze om zijn of haar speeldop te houden of te ruilen met de linker buurman/-vrouw. Vervolgens is de linker buurman/-vrouw aan de beurt. Dit gaat verder totdat de verdeler aan de beurt is. Deze mag zijn speeldop houden of deze ruilen met een speeldop uit de zak. Met uitzondering van de hoge plaatjes is men verplicht een ruiloffer te accepteren.
Als de ruilfase voorbij is, moet men 'blijken' (Zeeuws: 'blieken') of 'zichten', dat wil zeggen dat de waarden van de speeldoppen worden getoond. De persoon met de laagste waarde moet 1 knoop betalen. Zijn er meer personen met de laagste waarde, dan moeten ze allemaal betalen. Als de laagste waarde in het spel de Rit is, moet ook de voorlaatste een knoop betalen: de Zot moet thuisgebracht worden. De speler met de hoogste waarde is de volgende deler.

### De 'plaatjes'
Er bestaat nog een aantal speciale regels bij het ruilen.
- Als er wordt gepoogd met de Vogel te ruilen, zegt de eigenaar van de Vogel: "Sta voor de Vogel", er wordt niet geruild. Degene die links van de vogel zit, vervolgt het spel.
- Als er wordt gepoogd met het Poesje te ruilen, zegt de eigenaar van het Poesje: "Poesje krabt alles terug", er wordt niet geruild en alle voorgaande ruilacties worden teruggedraaid. Degene die links van het poesje zit, vervolgt het spel.
- Als er wordt gepoogd met de Herberg te ruilen, zegt de eigenaar van de Herberg: "Drink een slokje en ga mijn huisje voorbij". De persoon die probeerde te ruilen moet een knoop betalen aan de eigenaar van de Herberg. Vervolgens moet hij proberen met de volgende persoon te ruilen.
- Als er wordt gepoogd met de Kapaf te ruilen, slaat de eigenaar van de Kapaf met de speeldop op de tafel en roept "Kapaf". Er wordt niet geruild en diegene die wilde ruilen moet dan direct een knoop betalen. Daarna is ook de ruilfase direct voorbij.
- Als er wordt gepoogd een Rit met een Rit te ruilen ("Rit over Rit"), dan is die ronde teneinde ("spel teniet"). Er zullen dus minimaal 4 deelnemers moeten betalen.

Als iemand geen knopen meer heeft, speelt deze mee op sloffen. De eerstvolgende keer dat iemand op sloffen moet betalen, ligt deze uit het spel. Het spel gaat net zo lang door totdat er nog 1 (of geen) speler(s) met knopen over is/zijn.

## Variaties
Van de spelregels zijn vele varianten in omloop. Het spel leent zich uitstekend om zelf regels toe te voegen. Zo wordt in de commercieel uitgebrachte variant de volgorde van enkele doppen anders voorgesteld; maar ook in de (veelal zelfgemaakte) versies in omloop bij Walcherse families verschillen de spelregels in details van familie tot familie.
- Dopwaarden

Vaak worden de 'hoge plaatjes' (vogel, poes en herberg) andersom voorgesteld. De oudste bekende schriftelijke vermelding geeft echter de volgorde (van klein naar groot) 'Vogel', 'Poes', 'Herberg', 'Kapaf'. Het lijkt ook het meest logisch om de doppen te rangschikken naar effect. Immers, 'sta voor de vogel' heeft het minst effect, de herberg het meest.
Ook worden smoel en pot vaak omgewisseld.
- 'Spel teniet'

Er zijn verschillende omstandigheden wanneer het spel teniet kan worden gedaan (de ronde wordt onmiddellijk beëindigd, er wordt niet 'gebliekt'). Deze worden niet altijd allemaal gehonoreerd:
- Kap af
- Rit om rit

- Sloffen

Ook het zogeheten 'sloffen' of 'meegaan op de koe' (spelen zonder knopen) is aan veranderingen onderhevig. In sommige kringen is sloffen niet meer dan een extra 'virtuele knoop', en is men af zodra men moet betalen. Vaak echter moet de knoop, die een sloffer zou moeten betalen maar niet kan betalen, betaald worden door de speler met de volgende laagste dop in deze ronde. Zeker wanneer er veel spelers zijn (en vaak meerdere sloffers) kan dit leuk zijn; het kan zo voorkomen dat in één ronde meerdere mensen af zijn.
- Poesje krabt alles terug

Volgens sommigen moeten alle ruilacties van deze ronde ongedaan worden gemaakt, volgens anderen moet alléén de ononderbroken reeks ruilacties tot de huidige ongedaan worden gemaakt. Als één speler in de reeks niet heeft geruild, hoeven alle ruilacties die zich daarvóór bevonden niet worden teruggedraaid.

## Herkomst van de naam
Over de naam van het spel zijn meerdere verhalen in omloop. Het spel zou bedacht zijn door Jan Slabber van Westkapelle of het zou komen van het spreekwoord: "Zijn slabber ergens in steken", wat 'zich ergens mee bemoeien' betekent.

## Verder lezen
- Francke, Johan  (1 december 2003). Kap af!- een Noorse matador in Zeeland. De oorsprong en de spelregels van het Slabberjanspel. Zeeland  : pp. 128-139